# Konrad Georg Weil
Konrad Georg Weil (* 27. November 1927 in Berlin; † 14. Mai 2009 in Rohrbach) war ein deutscher Chemiker (Physikalische Chemie).
Weil wurde 1953 am Max-Planck-Institut für biophysikalische Chemie bei Ulrich Frowald Franck in Göttingen promoviert (mit einer Dissertation über das Wachstum der Passivschicht auf Eisen), habilitierte sich 1964 in Darmstadt und war von 1971 bis 1993 Professor für Elektrochemie an der TH Darmstadt.
Er befasste sich mit Struktur und Bildung dünner Schichten und Clustern von Salzen und Metallen und entwickelte dafür hochempfindliche Messinstrumente. Außerdem befasste er sich mit der Mischbarkeit von Flüssigkeiten mit unterschiedlicher Lösbarkeit von Elektrolyten.
1986 erhielt er die Bunsen-Denkmünze. Ab 1965 gab er über 25 Jahre lang die Berichte der Bunsen-Gesellschaft heraus. Im Ruhestand züchtete er Pferde.
Zu seinen Doktoranden gehört Rainer Waser.